# Franz Faßmann
Johann Franz Faßmann (auch Franz Fasmann, tschechisch Jan František Fassmann; getauft als Johannes Franciscus am 21. Juni 1697 in Elbogen, tschechisch Loket, Böhmen; † nach 1760) war ein böhmischer Orgelbauer.

## Leben und Wirken
Franz Faßmann wurde als Sohn des Schuhmachers Christoph Faßmann und seiner Frau Sabina in der Stadt Elbogen im westböhmischen Egerland geboren. Er schuf Orgeln in Kloster- und Wallfahrtskirchen in Böhmen und der Oberpfalz, von denen die in der Dreifaltigkeitskirche Kappl noch erhalten ist. 1760 wurde er letztmals als lebend genannt.

## Werkverzeichnis (Auswahl)
Die Größe der Instrumente wird in der fünften Spalte durch die Anzahl der Manuale und die Anzahl der klingenden Register in der sechsten Spalte angezeigt. Ein großes „P“ steht für ein selbstständiges Pedal. Eine Kursivierung zeigt an, dass die betreffende Orgel nicht mehr erhalten ist.
| Jahr      | Ort                             | Gebäude                            | Bild | Manuale | Register | Bemerkungen                                                                                  |
| --------- | ------------------------------- | ---------------------------------- | ---- | ------- | -------- | -------------------------------------------------------------------------------------------- |
| 1728–1730 | Prag-Kleinseite                 | Augustinerklosterkirche St. Thomas |      | II/P    | 24       | Neubau, Orgelprospekt erhalten                                                               |
| 1734–1738 | Kappl bei Waldsassen, Oberpfalz | Dreifaltigkeitskirche              |      | II/P    | 12       | Neubau mit Hans Adam Pleyer und Gehilfen. 2020 Restaurierung (Dlabal & Mettler, Bílsko, CZ). |
| 1746      | Prag-Strahov                    | Klosterkirche                      |      | II/P    | 20       | Neubau, 1787 spielte Mozart auf der Orgel                                                    |